# Biskupi orańscy

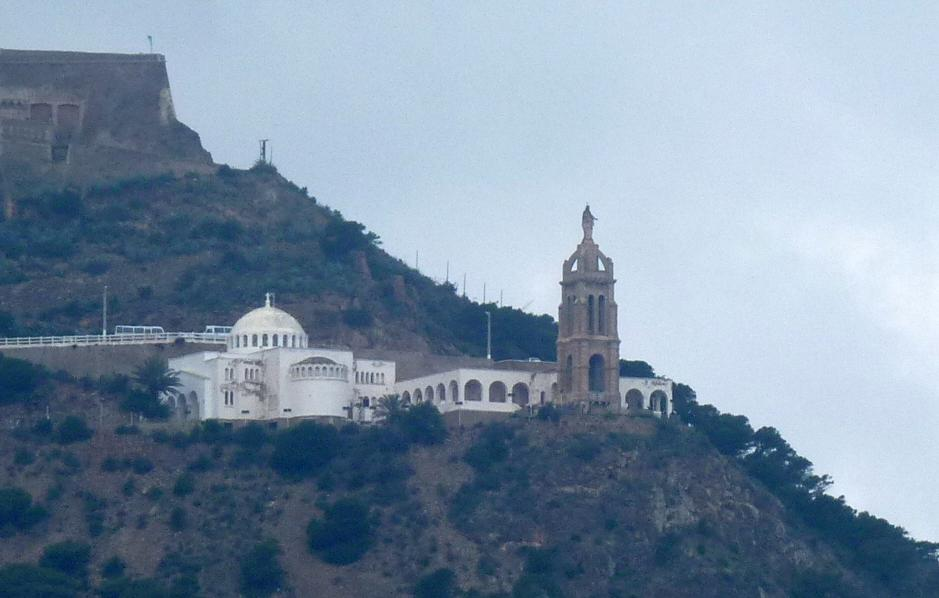
Bazylika Notre-Dame du Salut à Santa-Cruz, pełniąca funkcję katedry diecezji orańskiej

Biskupi orańscy - lista biskupów Kościoła katolickiego, będących ordynariuszami i sufraganami w diecezji orańskiej.

## Ordynariusze
- 1867-1875: bp Jean-Baptiste-Irénée Callot
- 1875-1876: abp Charles-Martial Allemand-Lavigerie (administrator apostolski)
- 1876-1880: bp Louis-Joseph-Marie-Ange Vigne
- 1880-1884: bp Pierre-Marie-Etienne-Gustave Ardin
- 1884-1886: bp Noël-Mathieu-Victor-Marie Gaussail
- 1886-1989: bp Géraud-Marie Soubrier
- 1898-1910: bp Édouard-Adolphe Cantel
- 1911-1914: bp Pierre-Firmin Capmartin
- 1915-1920: bp Christophe-Louis Légasse
- 1920-1945: bp Léon-Auguste-Marie-Thérèse-Joseph Durand
- 1946-1972: bp Bertrand Lacaste
- 1972-1980: bp Henri Antoine Marie Teissier
- 1981-1996: bł. Pierre Claverie
- 1998-2012: bp Alphonse Georger
- 2012-2021: bp Jean-Paul Vesco, OP